# Music Video Collection 〜2009-2012〜
『Music Video Collection 〜2009-2012〜』（ミュージックビデオコレクション 2009-2012）は、遊助の初のミュージックビデオ集。2013年2月13日にソニー・ミュージックレコーズからDVDとBlu-ray Discで同時発売された。

## 概要
遊助にとって初となる「ミュージックビデオ集」である。
2009年にリリースされたデビューシングル「ひまわり」から2012年リリース「VIVA!Nossa Nossa」までのミュージックビデオが収録されている。
「ヨッシャ来い!特別ライブ映像 inシンガポール」と「2012 Live Digest (今夜は無礼講Ver.)」は、ミュージックビデオとしてリリースされていないが、ミュージックビデオと同じように制作されていることから収録されている。
2011年リリース「I will go my way!!」でも、上記2作品と同じようにライブ映像とダイジェスト映像をまじえて制作されているが、同作品はミュージックビデオとして収録されている。
遊助のアルバムやライブビデオ作品のタイトルには『…ケド。』が使われることが多かったが、本作は初めて使用されていない。

## 販売形態
- DVD盤　4980円
- Blu-ray Disc盤　5980円

## 収録内容
遊助は全てのMVに出演。
1. ひまわり(2009年)
  - 主な出演者：小林海人
2. 海賊船(2009年)
  - 主な出演者：北村燦來、N.O.B.B（餓鬼レンジャー）、三浦亨（振付師）
3. たんぽぽ(2009年)
4. いちょう(2009年)
  - 主な出演者：三津谷葉子
5. 羽(2009年)
  - 主な出演者：三津谷葉子、遠藤憲一
6. ライオン(2010年)
  - 主な出演者：松川尚瑠輝、足立梨花
7. ミツバチ(2010年)
  - 主な出演者：島田紳助（カメオ出演）
8. ひと(2010年)
  - 主な出演者：高岡蒼甫、姜暢雄、野波麻帆
9. 俺なりのラブソング(2011年)
  - 主な出演者：品川祐（品川庄司）
10. 全部好き。(2011年)
11. 雄叫び(2011年)
  - 主な出演者：N.O.B.B（餓鬼レンジャー）
12. I will go my way!!(2011年)
13. イナヅマ侍(2011年)
  - 主な出演者：N.O.B.B（餓鬼レンジャー）
14. Baby Baby(2012年)
15. ヨッシャ来い!特別ライブ映像 inシンガポール(2012年)
16. VIVA! Nossa Nossa(2012年)
  - 主な出演者：N.O.B.B（餓鬼レンジャー）
17. 2012 Live Digest(今夜は無礼講Ver.)(2012年)